# Synagoga ve Velharticích
Synagoga ve Velharticích, postavená roku 1845, je bývalá židovská modlitebna ve Velharticích, jež stojí asi 100 m jihozápadně od zdejší návsi.
K bohoslužebným účelům byla klasicistní synagoga využívána do začátku nacistické okupace. V roce 1950 byla přestavěna na požární zbrojnici. V horním patře budovy je byt.
Sousedící č.p. 118 bývalo židovskou školou, v níž se rovněž nacházel byt učitele a šámese. V obci se též nachází židovský hřbitov.